# 阳伞螺
阳伞螺（学名：Onustus exutus），是缀壳螺科阳伞螺属的一种。

## 分佈
主要分布于韩国、中国大陆、台湾，常栖息在栖于浅海至深海砂砾底、潮下带。